# 马丁娜·萨布利科娃

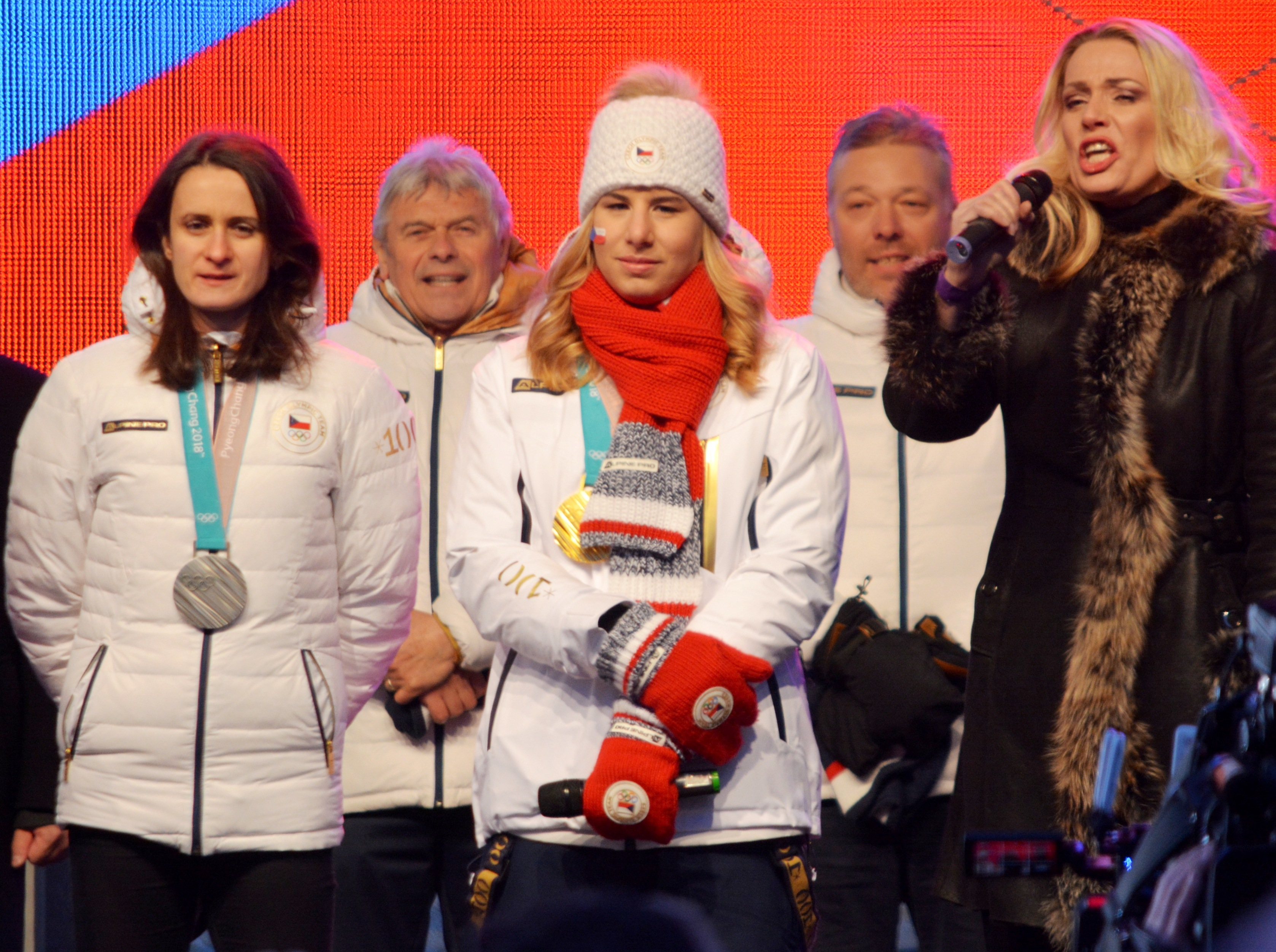
萨布利科娃（左）在2018年平昌冬奥结束后参加了布拉格老城广场举行的庆祝活动。

马丁娜·萨布利科娃（捷克語：Martina Sáblíková，捷克語發音：[ˈmarcɪna ˈsaːbliːkovaː] ⓘ，1987年5月27日—），生于維索基納州薩扎瓦河畔日賈爾縣摩拉维亚新城，捷克女子速度滑冰运动员。马丁娜·萨布利科娃11岁时开始练习滑冰。她的弟弟Milan Sáblík同样从事速度滑冰运动。马丁娜在以速度滑冰作为主项的同时还有参加競速輪滑和自行车的比赛，其中自行车方面，她为了获得2016年里约奥运资格而参加2015年世界公路自行车锦标赛，在个人计时赛当中获得第12名。她原本以为自己会凭借此成绩获得奥运资格，然而国际自行车联盟要求运动员在获得个人计时赛资格的同时也要获得公路赛的资格，她因为错误理解参赛资格规定，没有参加公路赛而未能获得里约奥运的参赛资格。在获知自己没有获得奥运资格后，她和她的团队便开始争取让国际自行车联盟为捷克队分配奥运席位，她还甚至来到里约热内卢，然而她最终还是未能出现在参赛名单当中。